# Fever 333
Fever 333 (Eigenschreibweise: FEVER 333) ist eine 2017 gegründete Rock-Supergroup aus Inglewood, Kalifornien.

## Geschichte

### Gründung undStrength in Numb333rs(2017 bis 2019)
Gegründet wurde Fever 333 in Los Angeles im Jahr 2017 durch den ehemaligen letlive.-Sänger Jason Butler, dem Schlagzeuger von Night Verses, Aric Improta, und Stephen Harrison, der einige Zeit lang als Gitarrist für The Chariot aktiv war. Ihren ersten Auftritt hatte die Band am Amerikanischen Unabhängigkeitstag als „Political Pool Party“ auf dem Parkplatz von Randy’s Donuts in Inglewood, wobei die Gruppe das Lied We’re Coming In, das allererste aufgenommene Stück, live präsentierten. Einen Tag nach diesem Auftritt wurde die Gruppe offiziell vorgestellt. Die Gruppe wird von Musikmanager Peter Katsis, der bereits mit Künstlern wie den Smashing Pumpkins, Jane’s Addiction und den Backstreet Boys arbeitete, betreut. Bei einem Live-Konzert im Troxy in Los Angeles wurde die Band außerdem von Travis Barker von Blink-182 und John Feldmann von Goldfinger unterstützt. Barker spielte das Schlagzeug auf der am 23. März 2018 erschienenen EP Made an America ein.
Die Gruppe wurde von More Hi-Hat, dem Plattenlabel von Barker und Feldman unter Vertrag genommen, unterschrieb mit der Herausgabe ihrer Debüt-EP zusätzlich bei Roadrunner Records. Die EP wurde lediglich auf digitaler Ebene als Download und Stream veröffentlicht. Vom 27. April bis zum 25. Mai 2018 spielte die Band mit Red Sun Rising als Vorband für The Used durch die Vereinigten Staaten und Kanada, wobei auch Auftritte auf der Canadian Music Week, dem Welcome to Rockville, Rock on the Range und Rocklahoma gebucht wurden. Zwischen dem 5. und 30. November tourte die Gruppe im Rahmen der First Love Tour als Vorband für Bring Me the Horizon durch das Vereinigte Königreich sowie mehreren Staaten des europäischen Festlandes. Auch wurde die Gruppe inzwischen für den Nordamerika-Abschnitt dieser Tournee Anfang 2019 bekannt gegeben.
Am 9. November 2018 gaben die Musiker in einem Statement die Veröffentlichung ihres Debütalbums Strength in Numb333rs für den 18. Januar 2019 bekannt und veröffentlichten zudem das Lied Burn It. Das Album erreichte Platz 73 der deutschen und Platz 75 der Schweizer Albumcharts. Bei den Grammy Awards 2019 wurde die Band für das Lied Made an America in der Kategorie Best Rock Performance nominiert. Der Preis ging allerdings postum an Chris Cornell. Dafür wurde das Lied Burn It bei den Kerrang! Awards 2019 als bestes Lied ausgezeichnet. Im September 2019 musste die Band ihre Touraktivitäten unterbrechen, da Sänger Jason Butler Probleme mit seiner Lunge hatte.

### Wrong GenerationundDarker White(seit 2020)
Nach der Tötung von George Floyd in Minneapolis durch einen weißen Polizisten veröffentlichte die Band am 3. Juni 2020 den Livestream Long Live the Innocent, dessen Einnahmen an die Organisationen Minnesota Freedom Fund und Black Lives Matter gingen. Während des Livestreams spielte die Band acht Lieder, darunter das bislang unveröffentlichte Lied Supremacy. Zwischen den Liedern machte Sänger Jason Aalon Butler mehrere Ansprachen die Zuschauer, in denen er die Musikindustrie kritisierte, die schwarze Künstler nicht passend unterstützt oder den Rassismus in den USA anklagte. Am 23. Oktober 2020 erschien die zweite EP Wrong Generation. Wegen der andauernden COVID-19-Pandemie spielten Fever 333 eine weltweite Livestream-Tournee.
Am 3. Oktober 2022 verkündeten Gitarrist Stephen Harrison und Schlagzeuger Aric Improta, dass sie die Band verlassen haben. Harrison nannte interne Querelen und kreative Differenzen als Grund für seinen Ausstieg. Harrison und Improta gründeten daraufhin die Band House of Protection. Am 12. Mai 2023 präsentierte Butler im Rahmen eines Guerilla-Konzertes in Los Angeles die neue Besetzung des Musikprojektes. Demnach wurden der ehemalige The-Mars-Volta-Schlagzeuger Thomas Pridgen, der frühere Lions-Lions-Gitarrist Brandon Davis und Bassistin April Kae integriert. Knapp drei Wochen später veröffentlichte die Band mit $wing ihre erste Single nach drei Jahren Stille und kündigte eine Zusammenarbeit zwischen ihrem eigenen Label mit Century Media an. Zudem wurde bekannt, dass im Laufe des Jahres ein neues Album erscheinen werde.
Am 4. Oktober 2024 veröffentlichte die Band ihr zweites Studioalbum Darker White. Eine für den Oktober und November 2024 angekündigte Tour mit der Vorgruppe Zulu wurde vor der Albumveröffentlichung abgesagt, da Sänger Jason Aalon Butler an Depressionen leidet.

## Musik
Neil Z. Yeung vom Onlinemagazin Allmusic schrieb, dass Fever 333 ihrem rauen hybriden Rap-Rock politisch brisante Texte injizieren, wie es bereits Bands wie Rage Against the Machine taten. Weitere Vergleiche sind Bands wie Public Enemy, Black Flag, Linkin Park oder Limp Bizkit. Sänger Jason Butler verwendet in der Musik sowohl melodischen Gesang als auch Sprechgesang. Das Zusammenspiel von Schlagzeuger Aric Improta und Gitarrist Stephen Harrison auf dem Debütalbum wurde als „explosiv sowie aufständisch wie tanzbar“ bezeichnet. Die Musiker kombinieren Metal, Hardcore, Funk-Beats und Soul, weswegen die Band als Crossover-Band bezeichnet werden kann.

## Diskografie

### Alben
| Jahr | Titel Musiklabel                         | Höchstplatzierung, Gesamtwochen, AuszeichnungChartplatzierungen (Jahr, Titel, Musiklabel, Platzierungen, Wochen, Auszeichnungen, Anmerkungen) | Höchstplatzierung, Gesamtwochen, AuszeichnungChartplatzierungen (Jahr, Titel, Musiklabel, Platzierungen, Wochen, Auszeichnungen, Anmerkungen) | Anmerkungen                           |
| Jahr | Titel Musiklabel                         | DE | CH | Anmerkungen                           |
| ---- | ---------------------------------------- | --- | --- | ------------------------------------- |
| 2019 | Strength in Numb333rs Roadrunner Records | DE73 (1 Wo.)DE | CH75 (1 Wo.)CH | Erstveröffentlichung: 18. Januar 2019 |
| 2024 | Darker White Century Media               | — | — | Erstveröffentlichung: 4. Oktober 2024 |

### EPs
- 2018: Made an America (Download-EP, More Hi-Hat, Roadrunner Records)
- 2020: Wrong Generation (Roadrunner Records)

### Singles
- 2018: Walking in My Shoes
- 2018: Trigger
- 2018: Made an America
- 2018: Burn It
- 2019: One of Us
- 2019: Kingdom
- 2019: Vandals
- 2020: Presence Is Strength
- 2020: Supremacy
- 2020: Bite Back
- 2023: Swing
- 2024: Ready Rock
- 2024: New West Order
- 2024: Higher Power
- 2024: Desert Rap
- 2024: Murderer
- 2024: Nosebleeds

### Gastbeiträge
- 2019: Scary Mask (Poppy feat. Fever 333)
- 2021: Clique (Yonaka feat. Fever 333)
- 2024: Swerve (Papa Roach feat. Fever 333 & Sueco)

## Auszeichnungen
| Jahr | Kategorie             | für             | Resultat  |
| ---- | --------------------- | --------------- | --------- |
| 2019 | Best Rock Performance | Made an America | Nominiert |

| Jahr | Kategorie | für     | Resultat |
| ---- | --------- | ------- | -------- |
| 2019 | Best Song | Burn It | Gewonnen |